# Малоперещепинський заказник

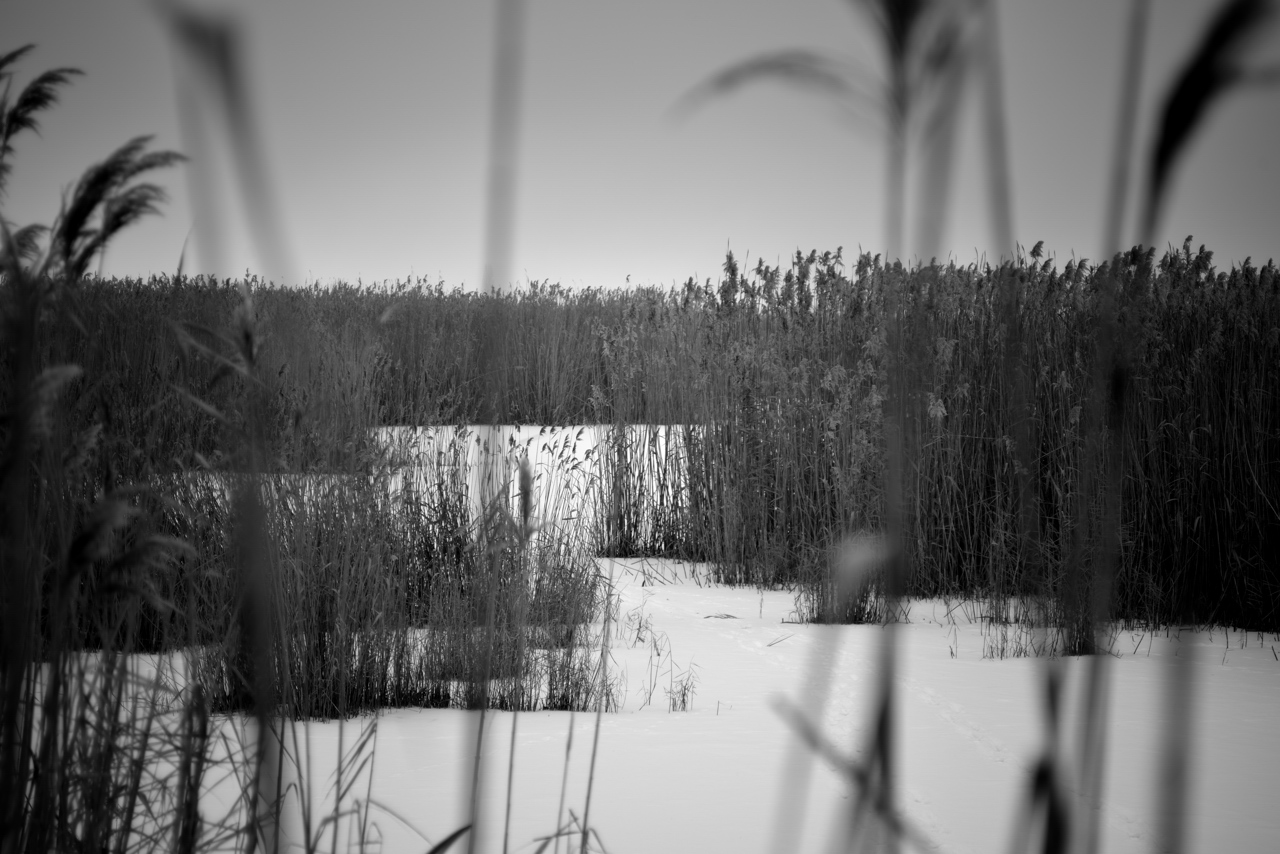
Між селами Мала Перещепина та Маньківка

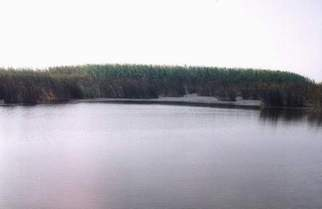
Водні об'єкти в заказнику

Малопереще́пинський зака́зник — ботанічний заказник загальнодержавного значення в Україні. 
Розташований поблизу сіл Маньківка, Велике Болото, Мала Перещепина, Пологи та Писарівка Новосанжарського району Полтавської області України. 
З довоєнних часів (1937 рік) цей болотний масив охоронявся спочатку як заповідник, з 1980 року — як ботанічний заказник загальнодержавного значення. Болото розташоване в солончаковій улоговині, тому його рослинність під впливом засолення дуже відрізняється від звичайних боліт лівобережного Лісостепу. 
У центральній частині болота суцільні зарості утворює очерет звичайний. Глибина води в заростях очерету сягає 1 м. Ближче до периферії, де глибина води значно менша (10—15 см), на тлі очеретяної стінки виділяється смуга нижчої рослини (бл. 1 см) — бульбокомишу морського. Це один із головних індикаторів засоленості води. До заростей бульбокомишу домішуються острівки куги Табернемонтана, яка також солелюбна рослина. 
Широкою смугою, де вже не стоїть вода на поверхні, а тільки видавлюється ногою, розкинулись зарості тризубця морського, ситника Жерарда. Прилеглі лучні ділянки характеризуються невеликою різноманітністю у рослинному покриві, бо тут зростають тільки солелюбні рослини — осока розсунута, покісниця розставлена, лисохвіст здутий, скорзонера дрібноквіткова, кульбаба бессарабська, айстра солончакова. Ці ділянки подекуди прикрашають поодинокі екземпляри лучно-болотної орхідеї — зозулинця болотного. Окремі плями, рожеві під час цвітіння, утворює низенька рослина — молочка приморська. У кількох місцях болото оточують фрагменти специфічної рослинності із угрупувань стелюшка морського та содника простертого. 
У підводному світі Малоперещепинського болота є також дивовижні рослини-хижаки. Це альдрованда пухирчаста та пухирник звичайний. Їхні темно-зелені стебла занурені у воду і лише під час утворення надводних квітконосів рослини спливають на поверхню. Альдрованда пухирчаста — релікт третинного періоду, рідкісна рослина, занесена до Червоної книги України, має на Полтавщині лише два місця зростання. Друге — у водоймах Борівського ботанічного заказника. Пухирник звичайний — рідкісна рослина, що охороняється в області. Зрідка на мілководді можна побачити незвичайні жовті квітки, що підносяться над водою. У товщі води на болоті мешкає ще одна рідкісна для України рослина — цанікелія стеблиста, характерна для слабозасолених водойм. Влітку на синьому плесі заказника можна побачити латаття біле. 
Ще понад 10 років тому у північно-східній частині заказника були невеликі блюдця з характерними північними видами рослин, які є рідкісними для Полтавщини. Навколо цих ділянок зростав плавун булавовидний, а на самих сфангових купинах можна було побачити незвичайну незелену рослину — росичку круглолисту. У 20-х рр. XX століття відомий полтавський вчений-натураліст М.І. Гавриленко знайшов на Полтавщині журавлину болотну.

## фауна
Тваринний світ болота також надзвичайно різноманітний і привертає увагу зоологів. М. І. Гавриленко протягом кількох десятиріч вивчав дивовижний тваринний світ Малоперещепинського болота і майже щороку робив тут невеликі зоологічні відкриття. Саме тут ним знайдена на гніздуванні індійська очеретянка, найближче поселення якої розташоване на півдні України, де вона мешкає в очеретяних заростях узбереж Азовського та Чорного морів. 
Ще два види птахів, характерних для північних районів, облюбували засолені луки навкруги болота — кулик ходулочник та дерихвіст степовий. Цікаво, що саме на луках поблизу болота довгий час існувало найбільше з відомих на материковій Україні поселення ходулочників, у якому в різні роки гніздилось від 80 до 120 і навіть 160 пар. Дерихвіст степовий, близький родич ходулочника, досить часто поселявся в цих місцях, хоча типовими місцями його мешкання є приморські солончаки. 
Кілька років тому очеретяні зарості болота заселив ще один мешканець плавнів півдня України — синиця вусата. В останні роки в межах болота сформувалось одне з найбільших на Полтавщині поселення гуски сірої. Збільшилась чисельність рідкісних раніше лебедів-шипунів. Частіше, ніж в інших місцях, тут поселяється ще один рідкісний птах — норець сірощокий. У невеликій кількості гніздяться на болоті і красені журавлі сірі. У значній кількості зупиняються тут і різноманітні водно-болотні птахи, такі як качки, мартини, крячки, чаплі під час сезонних перельотів. Саме цей факт, а також досить висока чисельність гніздових птахів, дозволила вченим запропонувати внести Малоперещепинське болото до водно-болотних угідь національного значення. 
Не можна обійти увагою і виключно велике мисливське значення болота, що і стало причиною створення в його межах Полтавською обласною радою мисливців і рибалок УТМР приписного мисливського господарства. З мисливських тварин на болоті мешкають свиня дика, лисиця звичайна, єнот уссурійський, різні водно-болотні птахи — лиска, качка, гуска, норець, кулики, чисельність яких особливо зростає в сезон літньо-осінньої міграції. Із рідкісних тварин, які раніше вважалися мисливськими, тут збереглися видра річкова, горностай, можливо, норка європейська. Околиці болота відвідує лось, звичайно є сарна європейська (козуля) та заєць сірий.